# 林天助
林 天助（りん てんじょ、1935年1月7日 – 1994年3月4日） は、台湾のカトリック教会司教である。洗礼名は「ヨセフ」。嘉義教区司教を務めた。台湾のカトリック聖職者で初めてバチカンにおいて司祭叙階され、古代ギリシア語の専門家としても知られた。

## 経歴
- 1935年 – 1月7日、日本統治下の台湾台南州（現在の雲林県大埤郷埔羌崙）生まれ。

小学校卒業後、高雄小修院に入学。
- 1961年 - 12月21日、ローマにおいて司祭叙階。高雄教区司祭となる。
- 1967年 – 高雄若瑟修院[2]院長に就任。
- 1985年 - 12 月14日、嘉義教区司教に任命。
- 1986年 - 1月12日、嘉義において司教叙階、着座。
- 1994年 - 3月4日、死去。